# Ojdula
Ojdula (węg. Ozsdola) – wieś w Rumunii, w okręgu Covasna, w gminie Ojdula. W 2011 roku liczyła 3247 mieszkańców.